# Nebet tepe
Nebet tepe je eden od gričev Plovdiva, Bolgarija, na katerem je začel nastajati Plovdiv. 
Najstarejša naselbina na njem je bila zgrajena okoli leta 4000 pr. n. št. Prvi naseljenci so bili Tračani. Za njimi so naselje razširili Makedonci Filipa II. in nato Rimljani. S širitvijo mesta je Nebet tepe postal citadela in mestna akropola. Iz obdobja cesarja Justinijana I. so ostanki mestnega obzidja, stolpi in poterna proti reki Marici.  Arheološko najdišče na griču je ena od najbolj priljubljenih turističnih  točk v Plovdivu in kulturni spomenik narodnega pomena.

## Ime
Ime Nebet tepe je sestavljeno iz turških besed ne(v)bet, ki pomeni straža, in  tepe, ki pomeni hrib ali grič. Domneva se, da je bila v starih časih na grigu vojaška posadka, ki je branila mesto. Grič je imel tudi drugo ime – Muzajev grič po Tračanu Muzaju, najjbolj nadarjenemu Orfejevemu učencu.

## Zgodovina
Domneva se, da je bilo v Plovdivu več prazgodovinskih naselij. Najstarejše in najpomembnejše je naselje na Nebet tepeju. Prvo naselje je nastalo  na naravno utrjenem in zavarovanem mestu pred severnim gričem in se postopoma širilo na druge griče. V tistem času je bilo mesto naseljeno s tračanskim plemenom Bessi. Znanstveniki še vedno nimajo enotnega mnenja ali se je imenovalo Evmolpija ali Pulpudeva. Tračansko naselje na Nebet tepeju je leta 342 pr. n. št. osvojil Filip Makedonski in ga preimenoval v Filipopolis. V helenističnem obdobju je mesto raslo proti vzhodu, predvsem na Treh gričih in ob njihovem vznožja. Kompleks Nebet tepe je s številnimi dodatki in izboljšavami v antiki in srednjem veku še naprej igral pomembno vlogo kot del mestnih utrdb vse do 14. stoletja.

## Arheologija
Med izkopavanji na Nebet tepeju so odkrili ostanke mestnega obzidja, stolpov in strodavnih zgradb. Najstarejši del obzidja na griču je iz 4. stoletja pr. n. št. in zgrajen iz velikih blokov sienita. Zidan je brez malte z mininalnim razmikom med sosednjimi bloki. Ostanki zahodnega obzidja z veličastnim štirikotnim stolpom in njegovim vhodom so iz helenističnega obdobja, ko se je staro mesto razširilo pod grič, mesto na Nebet Tepeju pa je postalo citadela mestne akropole. Obstajajo tudi debeli kamniti zidovi iz poznejših obdobij in druge starodavne zgradbe.
Eno od najbolj zanimivih odkritij  je edinstvena poterna s stopniščem iz rimskih časov. Skrivni rov pod severnim obzidjem je bil zgrajen v 6. stoletju n. št. v času vladavine Justinijana I. Nekateri zgodovinarji pravijo, da je skozi ta tunel hodil apostol Pavel. Domneva se, da je zadnji del rova vodil do bregov reke Marice.
Na hribu so bili tudi rezervoarji za vodo. V južnem delu Nebet tepeja je ohranjen velik pravokotni zbiralnik vode s prostornino 350 m³. Zgrajen je bil iz izmeničnih plasti kamnov in opeke, notranje stene in tla pa so bili obdelani s hidrofobnim premazom.
Med izkopavanji leta 2016 je bil odkrit rimski bastijon iz 1. stoletja n. št.

## Galerija
- Vodni rezervoar
- Vodni rezervoar
- Pravokotni stolp v zahodnem obzidju
- Notranjost vodnega rezervoarja
- Vzhodno obzidje
- Poterna
- Vzhodna trdba
- Ruševine vrat